# Yamaha Corporation
Yamaha Corporation (ヤマハ株式会社 Yamaha Kabushiki Gaisha?) es una compañía japonesa con una amplia gama de productos y servicios, sobre todo, instrumentos musicales y aparatos electrónicos.

## Historia
Fue fundada en 1887 como una fábrica de pianos y armonios por Torakusu Yamaha como Nippon Gakki Company, Limited (日本楽器製造株式会社 Nippon Gakki Seizō Kabushiki Gaisha?) en Hamamatsu, Prefectura de Shizuoka, y se constituye el 12 de octubre de 1887. El origen de esta compañía como una fábrica de instrumentos musicales está aún reflejado en el logotipo del grupo, formado por tres diapasones cruzados.
La producción de instrumentos musicales se va diversificando y aumentando de calidad. En 1930 Yamaha crea la primera sala de investigación acústica del mundo, y en 1931 sus ingenieros revisan la acústica del nuevo edificio de la Dieta de Japón. Debido a su experiencia manipulando madera, durante la guerra se ocupa en fabricar hélices de madera para avión, y luego de metal.

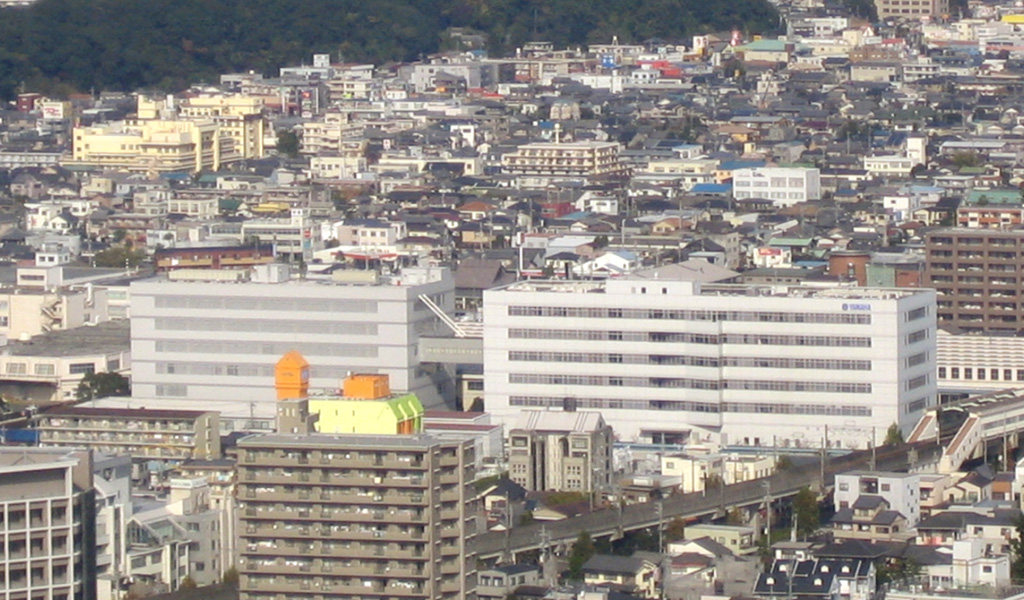
Sede central de Yamaha Corporation.

Después de la II Guerra Mundial el presidente de la compañía, Genichi Kawakami decidió darle un nuevo uso a la maquinaria adquirida durante la guerra y usó la habilidad de la compañía con los metales para empezar a construir motocicletas. La YA-1 (alias Akatombo, la "Libélula Roja") de las cuales 125 fueron hechas el primer año de construcción (1954) fueron nombradas en honor al fundador de la compañía. Era una moto urbana con motor de 125 cc, de un solo cilindro, dos tiempos, inspirada en la alemana DKW RT 125 (que también inspiró la Bantam de la compañía inglesa de municiones BSA, y la Harley-Davidson Hummer). En 1955, el éxito de la YA-1 motivó a la firma a fundar Yamaha Motor Company como empresa semiindependiente.

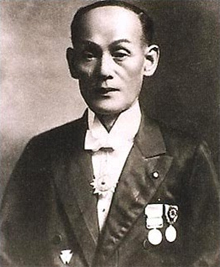
Torakusu Yamaha, fundador de la empresa que lleva su apellido.

Yamaha ha crecido hasta convertirse en el mayor fabricante de instrumentos musicales en el mundo (incluyendo; pianos, tambores, guitarras, bajos, instrumentos de viento-madera y viento metal, percusión sinfónica, violines, violas, violonchelos, y sintetizadores), además de un fabricante líder de semiconductores (empezaron en 1971), productos audiovisuales, periféricos y otros artículos de informática, artículos deportivos, electrodomésticos y mobiliario, metales especiales, máquinas herramientas y robótica industrial. Su división de motor es una de las principales fabricantes de motocicletas.
En octubre de 1987, con motivo de su primer centenario, el nombre oficial cambia a Yamaha Corporation.
Adquirió Sequential Circuits en 1988 y la mayoría (51%) de su competidor Korg entre 1989 y 1993.
En 2002, Yamaha clausuró su línea de productos deportivos para tiro con arco, que había inaugurado en 1959. Seis arqueros en cinco diferentes juegos olímpicos ganaron medallas de oro utilizando sus productos.
En 2004 adquirió al fabricante alemán de software para edición de audio Steinberg a Pinnacle Systems.
En julio de 2007, Yamaha compró la participación minoritaria de la familia Kemble en Yamaha-Kemble Music (UK) Ltd, importador oficial de sus productos de instrumentos musicales y equipos de audio profesional y fuerza de ventas, y la renombró Yamaha Music UK Ltd en el otoño de 2007. Kemble & Co. Ltd, distribuidor y fabricante de sus pianos, no se vio afectada por el acuerdo.
El 20 de diciembre de 2007, Yamaha llega a un acuerdo con el grupo austriaco BAWAG P.S.K. para comprar todas sus participaciones en Bösendorfer, que se materializará a principios de 2008. Yamaha tiene intención de seguir fabricando en las factorías de Bösendorfer en Austria. La compra de Bösendorfer se anunció tras del NAMM Show en Los Ángeles, el 28 de enero de 2008. Desde el 1 de febrero de 2008, Bösendorfer Klavierfabrik GmbH opera como una subsidiaria de Yamaha Corporation. Yamaha Corporation es también ampliamente conocido por su programa de música que comenzó en el decenio de 1980.

### Otras compañías del grupo Yamaha
- Bösendorfer Klavierfabrik GmbH, Viena, Austria.
- Yamaha Motor Company
- Yamaha Fine Technologies Co., Ltd.
- Yamaha Livingtec Corporation
- Yamaha Metanix Corporation
- Yamaha Pro Audio
- VOCALOID
- Yamaha Guitars

## Controversias
Yamaha Corporation enfrentó críticas por mantener sus operaciones en Rusia en medio de llamados internacionales para que las empresas se retiren debido al conflicto en Ucrania. Los críticos argumentaron que, al mantener sus actividades comerciales, Yamaha socavaba los esfuerzos globales para aislar económicamente a Rusia, apoyando potencialmente su economía durante la guerra. A pesar de estas preocupaciones, la empresa continuó importando y vendiendo sus productos en Rusia, con una reducción significativa de ingresos en 2023 en comparación con 2022.